# Гизетти, Антон Людвигович
Антон Людвигович Гизетти (11 июня 1836—1911; Тифлис, Российская империя) — русский генерал-майор, военный историк.

## Биография
Родился 11 июня 1836 г. Православного вероисповедания. По окончании Одесского Ришельевского лицея вступил в службу в 1855 г. унтер-офицером в Подольский пехотный полк и 19 ноября 1858 г. был произведён в прапорщики.
По окончании в 1863 г. Николаевской академии Генерального штаба по 2-му разряду Гизетти был причислен к Генеральному штабу и в 1865 г. переведён в него. 27 марта 1866 г. было присвоено звание подпоручика, а 30 августа следующего года — поручика. 30 августа 1869 г. произведён в штабс-капитаны, а 30 августа 1871 г. в капитаны и назначен заведующим передвижением войск Виленского военного округа. С производством 13 апреля 1875 г. в подполковники, назначен старшим делопроизводителем канцелярии комитета по передвижению войск, в котором и состоял до 1882 г., когда был назначен на Кавказ исполняющим дела начальника штаба 39-й пехотной дивизии. Вся дальнейшая служба Гизетти проходила на Кавказе. 13 февраля 1885 г. был назначен на должность начальника штаба местных войск Кавказского военного округа. 16 апреля 1878 г. произведён в полковники.
В 1890 г. по расстроенному здоровью Гизетти в звании генерал-майора вышел в отставку и занялся военно-историческими работами. Все свои труды Гизетти посвятил истории Кавказа, кроме того он принимал активное участие в работе редакции журнала «Кавказский сборник». В 1896 г. появился в печати первый его капитальный труд «Хроника Кавказских войск», представляющий единственную в своем роде работу, сделанную по первоисточникам и официальным документам, и заключающий хронологическое развитие русских регулярных войск на Кавказе с XVIII в. и преобразования, изменения и знаки военных отличий воинских частей. В 1906 г. издано первое продолжение «Хроники», охватывающее 1895—1908 гг.
Гизетти умер в 1911 г. в Тифлисе.

## Награды и поощрения
- орден Св. Станислава 3 ст. (1867);
- орден Св. Анны 3 ст. (1871);
- орден Св. Станислава 2 ст. (1875);
- орден Св. Анны 2 ст. (1876);
- орден Св. Владимира 3 ст. (1881);
- Высочайшее Благоволение (1885);
- подарок по чину (1887).

## Избранная библиография
- Алфавитный указатель к 1—20 томам «Кавказского сборника». Тифлис, 1899
- Библиографический указатель напечатанным на русском языке сочинениям и статьям о военных действиях русских войск на Кавказе. СПб., 1901
- Сборник сведений о георгиевских кавалерах и боевых знаках отличий Кавказских войск. Тифлис, 1901
- Сборник сведений о потерях Кавказских войск во время войн Кавказско-Горской, Персидской, Турецких и в Закаспийском крае 1801—1885 гг. Тифлис, 1901
- Хроника Кавказских войск. В 2-х частях Тифлис, 1896

- Хроника Кавказских войск. Первое продолжение 1895—1908. Тифлис, 1908 (при участии Г. К. Билёва)